# 이유나 (가수)
이유나(1989년 9월 8일 ~)는 대한민국의 가수다. 2017년 싱글 앨범 [뮤나키 Single. 1]으로 데뷔했다.

## 방송
- 보이스퀸 (2019) - Top14(11위)

## 음반
- 이유나 Single. 1 (2017)
- MBN 보이스퀸 ROUND 1 (2019)
- MBN 보이스퀸 ROUND Semi Final (2020)

## 수상
- 대한민국브랜드대상 내일의스타 (2019)

## 경력
- 한서대학교 실용음악과 강사 (2020~)
- 서울종합예술실용학교 실용음악예술계열 전임교수
- KAC한국예술원 실용음악예술계열 겸임교수